# Akrad Ibrahim
Akrad Ibrahim (arab. أكراد إبراهيم) – wieś w Syrii, w muhafazie Hama. W 2004 roku liczyła 698 mieszkańców.